# Сурракапоте (коктейль)
Сурракапоте або сурра (ісп. Zurracapote) — популярний іспанський алкогольний напій, схожий до сангрії. Складається з червоного вина, змішаного з такими фруктами, як персики та лимони, цукром і корицею. Суміш зазвичай потім залишають настоюватись впродовж кількох днів, хоча в деяких рецептах йдеться про додавання інших спиртних напоїв, соків та фруктових екстрактів. В результаті отримують алкогольний напій міцністю від слабкої до середньої, подібний до сангрії.
Напій готують переважно у великій тарі під час місцевих фестивалів, з місцевими варіаціями рецептів. Вперше його пили у м. Калаорра (Іспанія), де Пенья Філіпс розробив рецепт протягом кількох змагань. Напій є типовим у провінції Ла-Ріоха та сусідніх районах, таких як північний Бургос, Сорія, Рібера Наварра та Країна Басків. Його також готують в інших іспанських провінціях: Альбасете, північній Гранаді, Сьюдад-Реалі, Куенці та Ґвадалахарі.